# Pelle Haleløs i Amerikat
Pelle Haleløs i Amerikat (Pelle Svanslös i Amerikatt) er en animeret spillefilm fra 1985 instrueret af Stig Lasseby og Jan Gissberg.

## Svenske Stemmer
- Erik Lindgren – Pelle Svanslös
- Ewa Fröling – Maja Gräddnos
- Ernst-Hugo Järegård – elaka Måns
- Carl Billquist – Bill
- Björn Gustafson – Bull
- Stellan Skarsgård – Pelle Swanson
- Mille Schmidt – Filadelfia-Fille
- Agneta Prytz – Gammel-Maja
- Lena-Pia Bernhardsson – Gullan från Arkadien
- Charlie Elvegård – Laban från Observatorielunden
- Åke Lagergren – Murre från Skogstibble
- Nils Eklund – Rickard från Rickomberga
- Jan Sjödin – Fritz
- Gunilla Norling – Frida
- Eddie Axberg – en råtta
- Jan Nygren – Lodjuret
- Hans Lindgren – Förskolan Som Katten,Byggande Som Katten

## Danske stemmer
I den danske version har følgende skuespillere lagt stemmer til filmens figurer:
- Anders Bircow
- Claus Ryskjær
- Ulf Pilgaard
- Thomas Eje
- Birgitte Bruun
- Kirsten Hansen-Møller
- Vera Gebuhr
- Benny Hansen
- Torben Hundahl
- Mimi Heinrich
- Kurt Ravn
- Tom McEwan